# Ernest Bozzano
Ernesto Bozzano est un parapsychologue italien né le 9 janvier 1862 à Gênes et mort dans sa ville natale le 24 juin 1943.

## Biographie
Il est le quatrième de cinq garçons, issu d’une famille aisée, cet enfant précoce n’eut de cesse de s’instruire et d’étudier. Dès l’âge de trois ans il apprenait à lire en se servant d’un livre d’histoire. Il étudie jusqu'à l'âge de 15 ans puis continue à lire les philosophes. Cependant une question continue à hanter son esprit : le mystère de la vie, la personnalité humaine et le but de l’existence. C'est alors qu'il découvre Herbert Spencer qui donne une explication scientifique du problème de l’existence au travers d’une convergence des différents domaines de la connaissance humaine.
Il a évolué de la métapsychique au spiritisme. Il est l’auteur d’une œuvre abondante visant à démontrer la réalité de la survie posthume à l’aide de témoignages.
Des articles paru dans la Revue Philosophique, suscitent en lui un intérêt croissant pour la cause paranormale. Mais c'est la lecture de deux ouvrages en particulier (fantômes des vivants) d'Edmund Gurney (en) et « Animisme et Spiritisme » d’Alexandre Aksakof qui déclenche en lui ce que l’on peut qualifier d’aventure de la recherche psychique. C’est aussi sans compter sur les manifestations spirites qui lui parvinrent de façon inopinée sous la forme de deux messages. Le premier message lui fut transmis par sa mère et lui fut donné par le biais d’un médium à écriture automatique. Le second message, lié au premier, lui fut transmis par un médium rencontré lors d’une course en montagne établissant le long chemin qu’il devra parcourir pour arriver à l’édification de l’idéal spirituel auquel il s’adonnera toute sa vie.
Pendant 30 ans, Ernest Bozzano classa, sous forme de fiches, tout ce qu’il lut et étudia en termes de phénomènes spirites et animiques. Il put ainsi recenser l’ensemble des manifestations rapportées dans le monde. Grâce à ce travail énorme, le monde scientifique, partisan ou non, reconnut sa notoriété dans le domaine de la phénoménologie spirite.
Il participa à de nombreuses séances au « Circolo Minerva » de Gênes avec le médium Eusapia Palladino, puis près de Savone chez le marquis Centurione Scotto, où il expérimenta les phénomènes de voix directe. Il écrivit alors, en tant que Directeur de séance, le détail de ces séances dans la revue Lumière et Ombre qui firent l’objet d’une publication dans un ouvrage. Bozzano fut un ardent défenseur de la cause spirite et c’est pourquoi il polémiqua pour faire taire ses détracteurs.
Il est mort à l'âge de 81 ans en 1943 avec l’intime conviction que toute la phénoménologie paranormale n’était pas liée à l’aspect biologique de l’homme mais à sa partie psychique.